# 磨刀门水道
磨刀门水道是指珠江西江干流江门市新会区大鳌镇百倾头至灯笼山河段，全长约44千米。传说因流经磨刀山与小托山之间，所以命名为磨刀门水道，通西江与北江。磨刀门灯笼山站多年平均径流量为883.96亿立方米，占珠江八大门入海总径流量的31.85%，该水道多年平均输沙总量2341万吨，约占珠江八大口门入海总沙量的33%。经过整治，磨刀门水道长年能通行1000吨级的船舶。
清代归属广州府香山县管辖，水口内有白石洲、灯笼洲、桅夹石诸礁岛。旧日磨刀角大托山有两个炮台，驻守桅夹门（磨刀门外口），磨刀角炮台驻防香山协营把总一员，士兵25。